# Klitmøller (plaats)

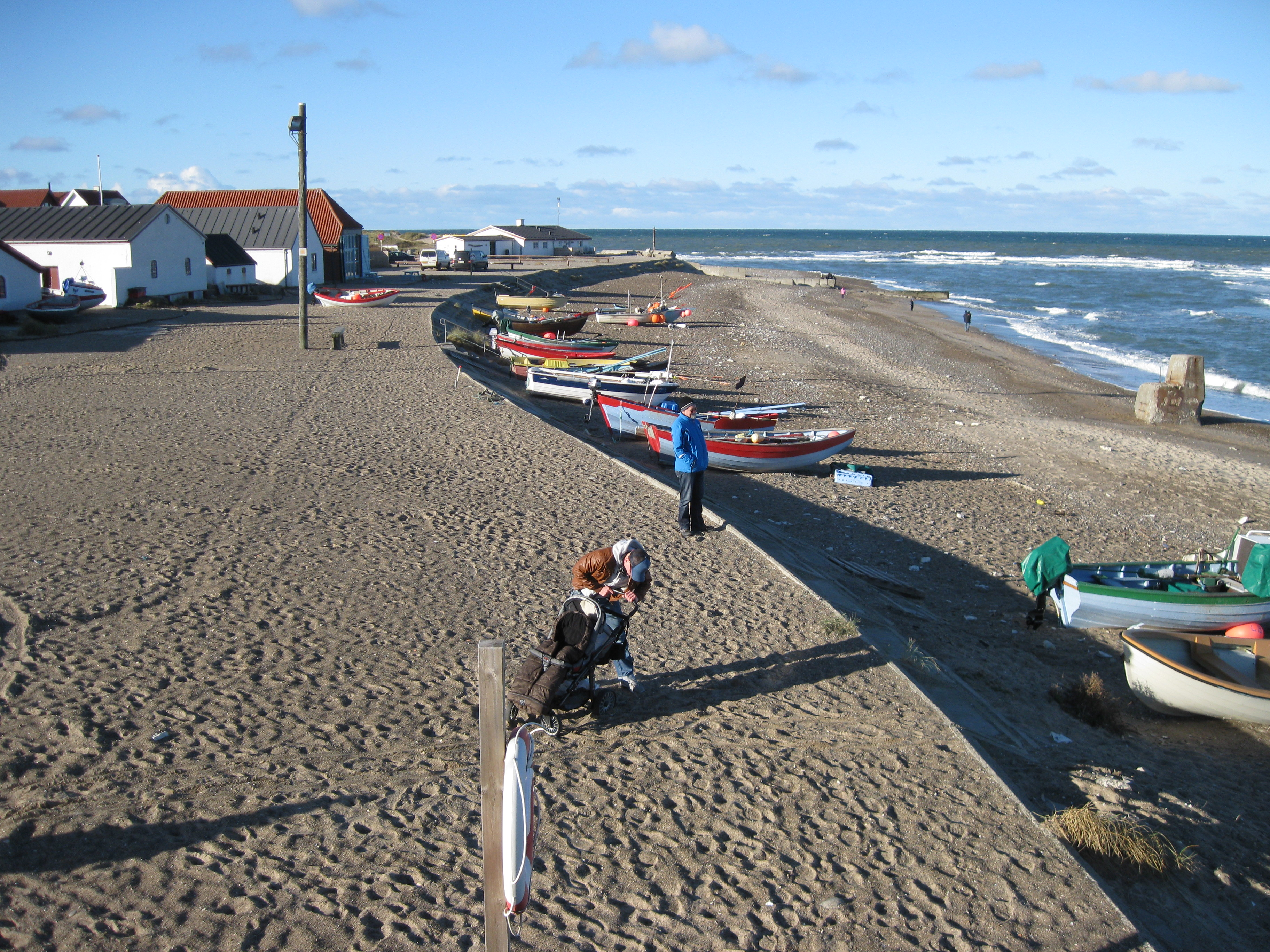
Klitmøller

Klitmøller is een klein, oud vissersdorp aan de kust in het noordwesten van Jutland in Denemarken. Het ligt 12 km van de grotere plaats Hanstholm en 15 km van de plaats Thisted.
Klitmøller is vooral bekend bij windsurfers en golfsurfers omdat de golven hoog en 'clean' zijn. Dit komt door de samenkomst van 2 zeeën. De natuur is erg puur en de omgeving is rustig. In het dorp zelf zijn een aantal winkels en eettentjes.